# Введенский (Орловская область)
Введенский — посёлок в Болховском районе Орловской области. Входит в состав Багриновского сельского поселения. Население 1 человек (2010).

## География
Деревня находится в северной части Орловской области, в лесостепной зоне, в пределах центральной части Среднерусской возвышенности, примерно в 2 км к юго-западу от села Фатнево.

### Климат
близок к умеренно-холодному, количество осадков является значительным, с осадками даже в засушливый месяц. Среднегодовая норма осадков — 627 мм. Среднегодовая температура воздуха в Болховском районе — 5,1 °C.

## Население
| 2010 |
| ---- |
| 1    |

Национальный состав
Согласно результатам переписи 2002 года, в национальной структуре населения русские составляли 100 % из общей численности населения в 12 жителей.